# Hubert Van Neuss
Hubert Jean Théodore Napoléon van Neuss (* 10. Dezember 1839 in Hasselt, Belgien; † 6. Januar 1904 in Brüssel, Belgien) war ein belgischer Finanzbeamter, der ab Mitte der 1880er Jahre für den belgischen König Leopold II. als einer von drei Generalverwaltern im Kongo-Freistaat eingesetzt war. Van Neuss leitete hierbei des Finanzressort.

## Biographie
Hubert van Neus, geboren am 10. Dezember 1839 in Hasselt und starb am 6. Januar 1904 in Brüssel, ist ein aktives belgisches Hochfunktional in Belgien und im unabhängigen Zustand des Kongo. Er leitete Finanzen und half bei der Einrichtung der Verwaltung der zukünftigen belgischen Kolonie, wodurch zu ihrer wirtschaftlichen Entwicklung beitrug.
Van Neus war der Sohn von Jean Van Neus, Kaufmann deutscher Herkunft und Philippina Veermans. Sein Bruder war der Kurator im belgischen Staatsarchiv und Historiker Henri Van Neuss.
Er trat am 10. Juni 1859 als Beamter in den belgischen Staatsdienst ein und war im Finanzministerium tätig, wo er schnell aufstieg.
Im Mai 1885 war König Leopold II. der Ansicht, dass die Fassade der von ihm gegründeten Association internationale du Congo (A.I.C.) nach der Kongokonferenz in Berlin nicht mehr notwendig sei. Tatsächlich hatte Leopold II. im Namen des A.I.C. bei der Konferenz 2.344.000 km² Territorium zugesprochen bekommen und weiterhin erkannte die Konferenz das Gebiet am 23. Februar 1885 als souveränen Staat an, eine Premiere für eine derartige Organisation.
Für die Regierung dieses neuen Staates ernannte Leopold II. drei Generalverwalter, von denen Van Neuss für die Finanzen zuständig wurde. Die anderen Verwalter waren Maximilien Strauch für innere und Edmond van Eetvelde für äußere Angelegenheiten. Die Bezeichnung Kongo-Freistaat war zum Zeitpunkt der Berliner Konferenz noch nicht in Gebrauch und wurde erst am 1. August 1885 verwendet.
Van Neuss legte den Schwerpunkt seiner Arbeit auf den Aufbau der inneren Finanzverwaltung. Er organisierte die Zollverwaltung und den Aufbau des Finanzsystems des Staates, das er auf eine stabile Basis an Einnahmen stützen wollte.
Die finanzielle Situation des Freistaats Kongo war jedoch sehr problematisch und der Finanzbedarf für die Vielzahl der Projekte war immens.
Dies lag hauptsächlich an den Bestimmungen der Berliner Konferenz, die etwa vorsahen, dass Steuern zwar als Ausfuhrzölle an den Landesgrenzen erhoben werden durften, die Einfuhr aber für den internationalen Handel frei zugänglich bleiben müsse. Auch die Erhebung von Gebühren zu Lasten der Nutzer der Binnenschifffahrt war nicht zulässig.
Somit um zwei wichtige Einnahmequellen gebracht, sah sich Van Neuss gezwungen, mit Dekret vom 7. Februar 1888 die Ausgabe von 100-Franc-Anleihen mit einem Nominalkapital von 150 Millionen anzukündigen. Die Laufzeit war auf 99 Jahre angelegt und als Anreiz sollten jährliche Auszahlungen mit steigenden Beträgen dienen. Der bürokratische Aufwand für die Ausgabe und Nachverfolgung der Anleihen war allerdings immens und überforderte die gerade im Aufbau befindliche Finanzverwaltung des Freistaates in massiver Weise. Trotz dieser Anstrengungen war das Ergebnis dieses Vorhabens jedoch nur mittelmäßig: Die belgische Öffentlichkeit blieb misstrauisch und die ausländischen Finanziers waren es noch mehr, so dass der Unabhängige Staat zeitweise seine eigenen Wertpapiere aufkaufen musste, um deren Kurse zu stützen.
Van Neuss erkannte, dass der Weg, die finanzielle Stabilität des Freistaates nur über den Ausbau des Handels erfolgen konnte. Um diesen zu beleben, schloss er Vereinbarungen mit belgischen Unternehmen zum Aufbau der Eisenbahnsystems und Konzessionen für die Rohstoffgewinnung. Trotz seines Engagements, dass sich in einer Vielzahl von Verordnungen und Dekreten in den Jahren seiner Tätigkeit von 1885 bis 1890 widerspiegelte, blieben die Erfolge bescheiden.
Positiv bleibt hervorzuheben, dass Van Neuss den Handel und Verkauf von Alkohol – in anderen Kolonien eine Haupteinnahmequelle staatlicher Behörden – im Freistaat Kongo stark regulierte. Den hierdurch entstehenden weiteren finanziellen Nachteil, nahm Van Neuss aber für die Vorteile der Suchtprävention in Kauf.
Anfang 1890 war Van Neuss Teilnehmer der sog. Afrika-Konferenz in Brüssel, auf der schließlich doch moderate Einfuhrzölle für Waren in den Freistaat akzeptiert wurden.
Die Situation blieb allerdings weiterhin kritisch. Als es schließlich erforderlich wurde, dass Leopold II. auch Privatmittel für den Aufbau des Staates und insbesondere seiner Eisenbahnen, einbeziehen müsste, veranlasste dieser ein Zwangsmonopol auf den Elfenbein- und Kautschuk-Handel, zum Nachteil der Privatwirtschaft. Aus diesem Grund entschied sich Van Neuss am 19. Juni 1890 von seinem Posten des Generaldirektors für die Finanzen zurückzutreten. Sein Rücktritt war Ausdruck seiner Missbilligung gegenüber des Vorgehens des belgischen Königs, der nach Van Neuss Ansicht auf Kosten der Zivilwirtschaft und der – auch finanziellen – Unabhängigkeit des Freistaates agierte. Seine Tätigkeiten als Generaladministrator in der Finanzabteilung wurden Camille Jansen, zu der Zeit Generalgouverneur des Freistaats, zugewiesen.
Hubert Van Neuss nahm im Oktober 1890 seine Position in der belgischen Finanzverwaltung wieder auf. Am 31. Oktober 1890 wurde er zum Generalsekretär im Finanzministerium ernannt.
Er starb am 6. Januar 1904 in Brüssel an Lungenentzündung und wurde am 9. Januar 1904 in der Kathedrale der Saint-Quentin in Hasselt beigesetzt.

## Ehrungen und Auszeichnungen
- Kommandeur des belgischen Leopoldordens;
- Bürgerkreuz 1. Klasse,
- Kommandeur der Ehrenlegion;
- Kommandeur mit Plakette des Ordens des Heiligen Stanislaus von Russland;
- Kommandeur mit Plakette des portugiesischen Ordens unserer Lieben Frau von Villa Vicosa;
- Offizier des Ordens vom Stern von Rumänien.